# Off the Map
Off the Map ist eine US-amerikanische Fernsehserie, die am 12. Januar 2011 erstmals auf dem amerikanischen Sender ABC gezeigt wurde. Die erste Staffel besteht aus 13 Episoden, die bis zum 6. April 2011 vollständig ausgestrahlt wurden.
Am 13. Mai 2011 wurde die Serie von ABC eingestellt.

## Handlung
Die Serie handelt von einer Gruppe junger Ärzte, die im südamerikanischen Dschungel versucht, mit geringen finanziellen Mitteln eine Klinik auf Vordermann zu bringen. Viele Mitglieder der Gruppe sind vor ihren persönlichen Lastern dorthin geflüchtet, was natürlich zu Spannungen im Team führt.

## Besetzung
- Martin Henderson als Dr. Benjamin „Ben“ Keeton
- Jason Winston George als Dr. Otis Cole
- Valerie Cruz als Zita Alareina „Zee“ Toledo Alvarez
- Caroline Dhavernas als Dr. Lily Brenner
- Zach Gilford als Dr. Tommy Fuller
- Mamie Gummer als Dr. Mina Minard
- Rachelle Lefèvre als Dr. Ryan Clark
- Jonathan Castellanos als Charlie

## Episodenliste
Die Erstausstrahlung der ersten Staffel wurde vom 12. Januar bis zum 6. April 2011 auf dem US-amerikanischen Sender ABC gesendet. Eine deutschsprachige Erstausstrahlung war bisher noch nicht zu sehen.
| Nr. | Deutscher Titel | Originaltitel                          | Erstausstrahlung USA | Deutschsprachige Erstausstrahlung (—) | Regie            | Drehbuch                            |
| --- | --------------- | -------------------------------------- | -------------------- | ------------------------------------- | ---------------- | ----------------------------------- |
| 1   | —               | Saved by the Great White Hope          | 12. Jan. 2011        | —                                     | Daniel Minahan   | Jenna Bans                          |
| 2   | —               | Smile. Don't Kill Anyone.              | 19. Jan. 2011        | —                                     | Mark Tinker      | Gretchen J. Berg & Aaron Harberts   |
| 3   | —               | A Doctor Time Out                      | 26. Jan. 2011        | —                                     | Rob Corn         | Luke Schelhaas                      |
| 4   | —               | On the Mean Streets of San Miguel      | 2. Feb. 2011         | —                                     | Eric Stoltz      | Christine Boylan                    |
| 5   | —               | I'm Here                               | 9. Feb. 2011         | —                                     | Randy Zisk       | Mark Fish                           |
| 6   | —               | It's Good                              | 16. Feb. 2011        | —                                     | Donna Deitch     | Joe Sachs                           |
| 7   | —               | Es Un Milagro                          | 23. Feb. 2011        | —                                     | Randy Zisk       | Jeannine Renshaw                    |
| 8   | —               | It's a Leaf                            | 2. März 2011         | —                                     | Ed Ornelas       | Gabriel Llanas                      |
| 9   | —               | There's Nothing to Fix                 | 9. März 2011         | —                                     | Michael Katleman | Mark Fish                           |
| 10  | —               | I'm Home                               | 16. März 2011        | —                                     | Randy Zisk       | Joe Sachs & Luke Schelhaas          |
| 11  | —               | Everything's as It Should Be           | 23. März 2011        | —                                     | Karen Gaviola    | Christine Boylan & Jeannine Renshaw |
| 12  | —               | Hold on Tight                          | 30. März 2011        | —                                     | Jeff Bleckner    | Gretchen J. Berg & Aaron Harberts   |
| 13  | —               | There’s A Lot to Miss About the Jungle | 6. Apr. 2011         | —                                     | Randy Zisk       | Jenna Bans                          |

## Auszeichnungen
Im Jahr 2011 wurde die Serie bei den Imagen Foundation Awards für die Kategorie "Best Primetime Television Program/Movie-of-the-Week" nominiert. Darüber hinaus wurde Jonathan Castellanos für seine Rolle als bester Nebendarsteller nominiert.